# CB Panamá Oeste
Uniformes
Le CB Panamá Oeste est un club panaméen de baseball évoluant en Ligue du Panama.
Basé à La Chorrera (Panama), le CB Panamá Oeste évolue à domicile à l'Estadio Justino Salinas, enceinte de 2 000 places. Le surnom de l'équipe est « Vaqueros » (vachers).

## Palmarès
- Vice-champion du Panama : 2004.

## Histoire
Le club est fondé en 1974 à la suite de la création de la Ligue régionale de Panamá Oeste cette même année. En série finale de l'édition 2004 du championnat, Panamá Oeste s'incline (1 victoire-3 défaites) contre le CB Chiriqui.